# Texaco Cup 1971-1972
La Texaco Cup 1971-1972 est la 2e édition de ce tournoi qui est remportée par le Derby County.

## 1ertour
| Équipe 1            | Équipe 2         | Score                     |
| ------------------- | ---------------- | ------------------------- |
| Falkirk             | Coventry City    | 1-0 / 0-3 / 1-3           |
| Huddersfield Town   | Greenock Morton  | 1-0 / 1-1 / 1-2           |
| Manchester City     | Airdrieonians FC | 2-2 / 0-2 / 2-4           |
| Motherwell          | Stoke City       | 0-1 / 1-4 / 1-5           |
| Derby County        | Dundee United    | 6-2 / 2-3 / 8-5           |
| Heart of Midlothian | Newcastle United | 1-0 / 1-2 / 2-2 (3-4 pen) |
| Ballymena United    | Waterford United | 3-2 / 3-3 / 6-5           |
| Shamrock Rovers     | Coleraine FC     | 5-1 / 3-0 / 8-1           |

## 2etour
| Équipe 1          | Équipe 2         | Score           |
| ----------------- | ---------------- | --------------- |
| Coventry City     | Newcastle United | 1-1 / 1-5 / 2-6 |
| Huddersfield Town | Airdrieonians FC | 1-2 / 1-5 / 2-7 |
| Derby County      | Stoke City       | 3-2 / 1-1 / 4-3 |
| Ballymena United  | Shamrock Rovers  | 4-1 / 1-1 / 5-2 |

## Demi-finales
| Équipe 1         | Équipe 2         | Score           |
| ---------------- | ---------------- | --------------- |
| Ballymena United | Airdrieonians FC | 0-3 / 3-4 / 3-7 |
| Derby County     | Newcastle United | 1-0 / 3-2 / 4-2 |

## Finale
| Équipe 1         | Équipe 2     | Score           |
| ---------------- | ------------ | --------------- |
| Airdrieonians FC | Derby County | 0-0 / 1-2 / 1-2 |